# Czwórka (stacja radiowa)
Polskie Radio Czwórka (dawniej Polskie Radio Program IV, Polskie Radio Bis, Polskie Radio Euro) – ogólnopolska, całodobowa, publiczna polska stacja radiowa, będąca częścią Polskiego Radia S.A. Stacja rozpoczęła regularną emisję programu 2 stycznia 1976 jako program IV Polskiego Radia.

8 października 1994 dotychczasowy program IV został przekształcony w Radio Bis. Na początku była to stacja o profilu  popularnonaukowym, adresowana do młodzieży. 26 maja 2008 stacja zmieniła nazwę na Radio Euro i profil na muzyczno-rozrywkowo-sportowy. 2 sierpnia 2010 stacja powróciła do dawnej nazwy Polskie Radio Program IV. Od 1 października 2013 roku rozgłośni można słuchać na radioodbiornikach naziemnej radiofonii cyfrowej DAB+. 1 września 2016 stacja opuściła swoje częstotliwości analogowe na rzecz Polskiego Radia 24, kontynuując emisję w internecie, HbbTV i systemie radiofonii cyfrowej DAB+. W związku z uwarunkowaniami prawnymi obligującymi Polskie Radio do emisji w systemie UKF „Programu IV Polskiego Radia” tytuł ten także odebrano Czwórce na rzecz anteny informacyjnej.

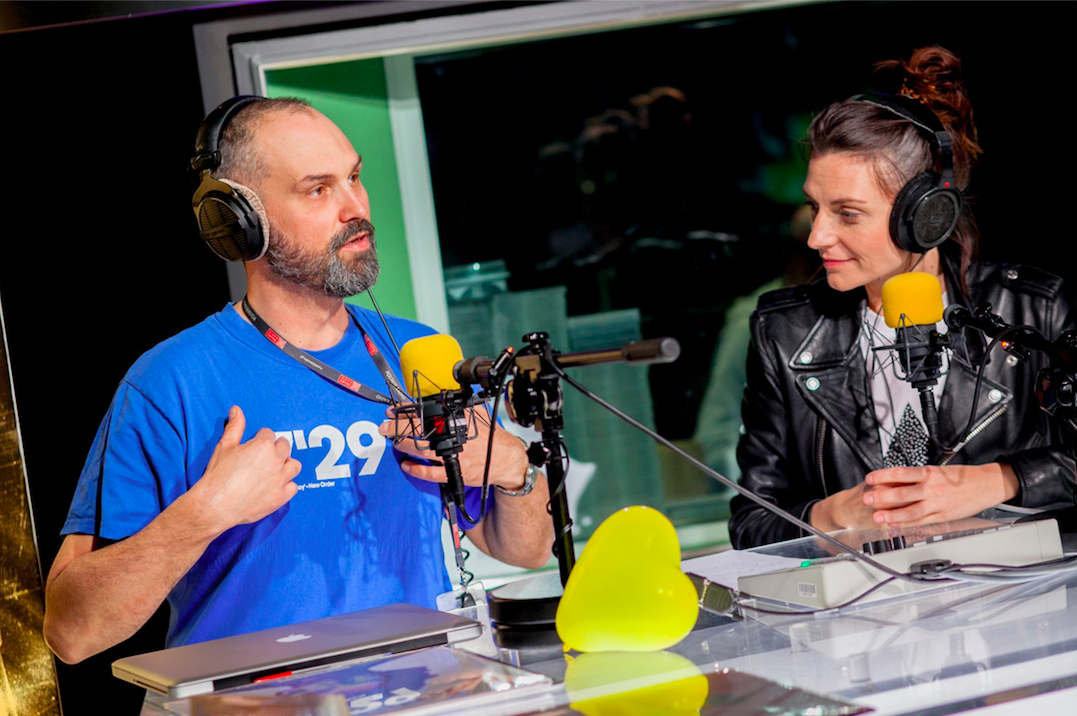
Ula Kaczyńska i Norbert Borzym, Record Store Day 2019

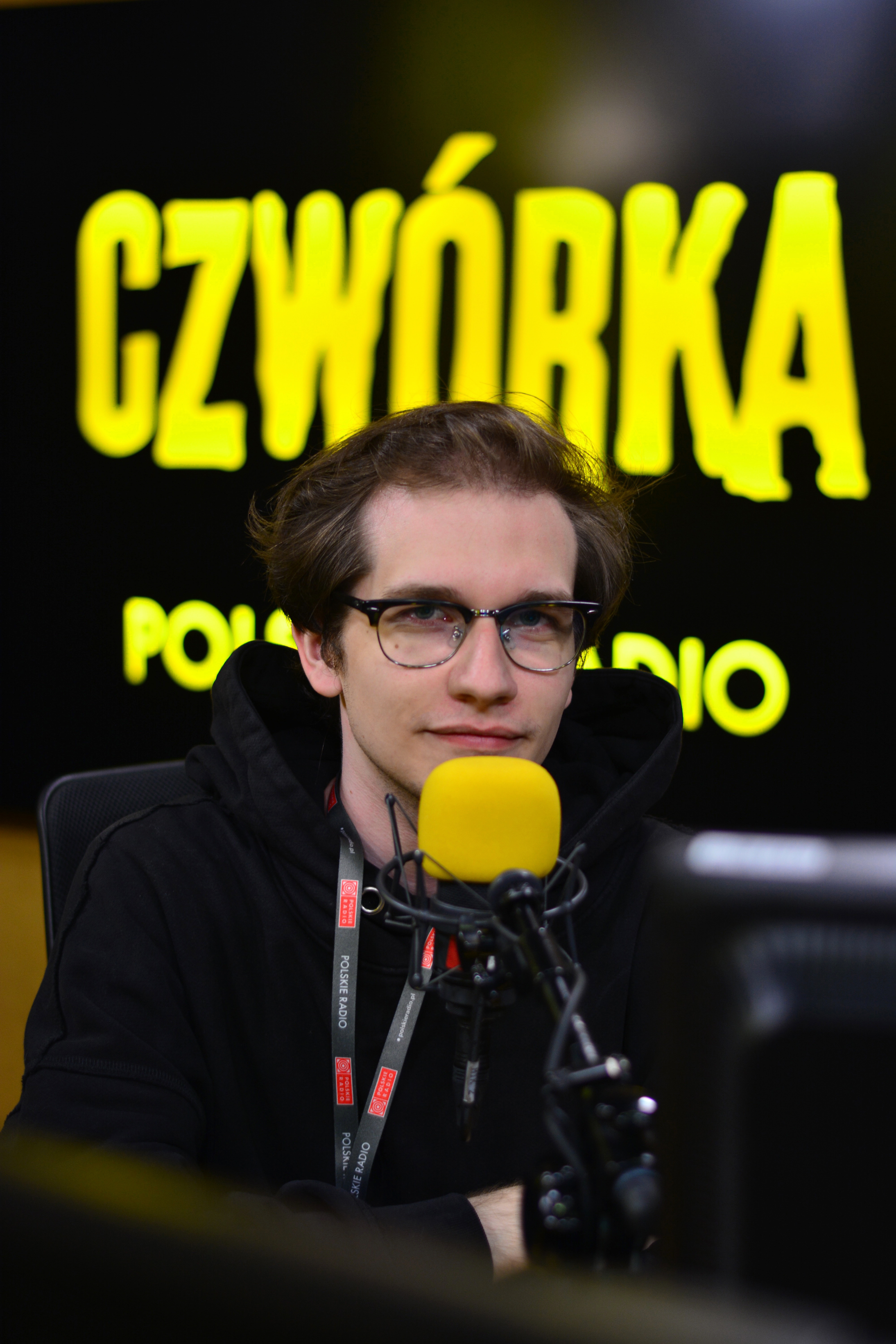
Jakub „Gargamel” Chuptyś – były prowadzący audycję „Pogłos”

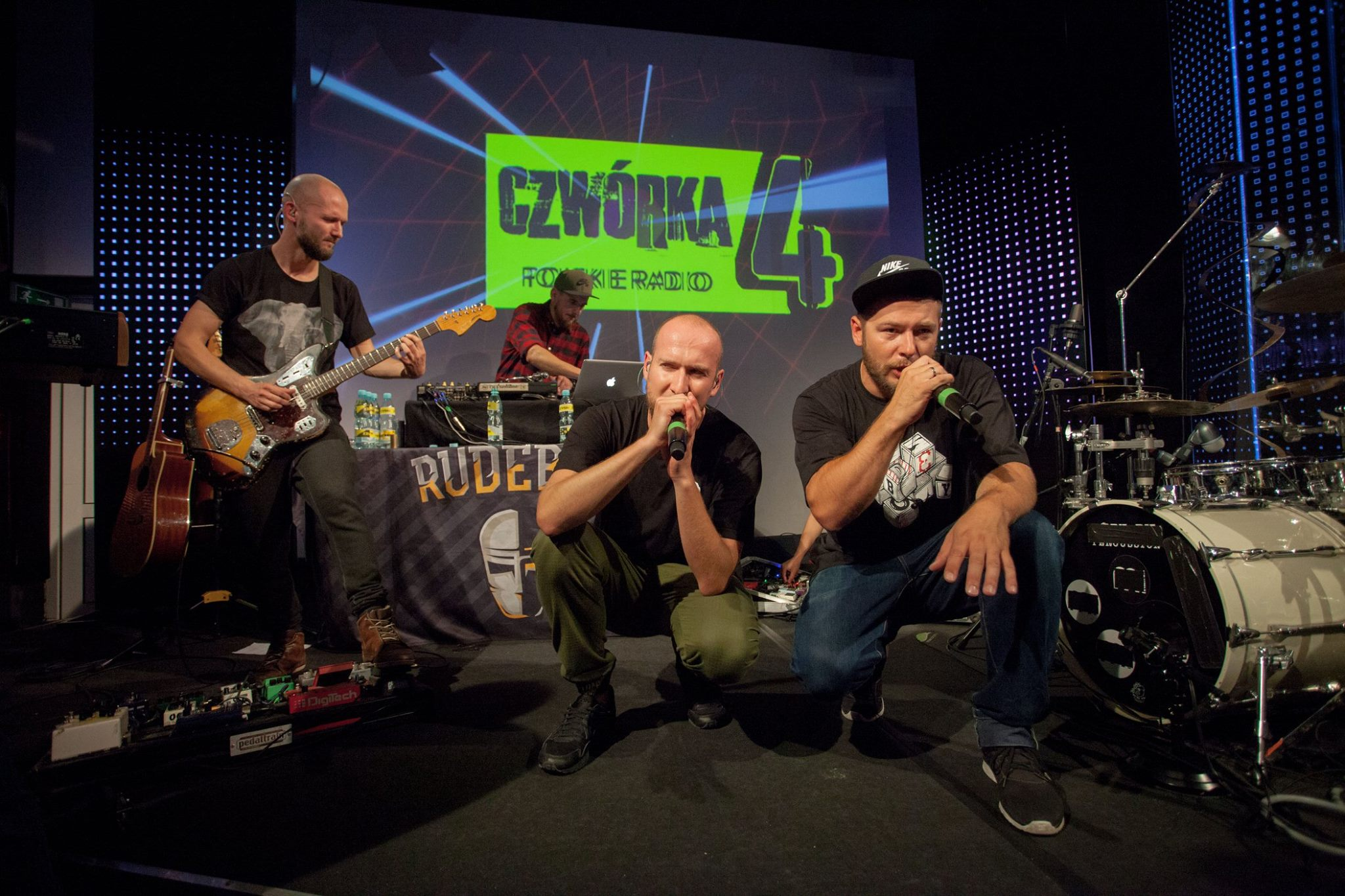
Grubson i Jarecki na scenie Czwórki z okazji finału cyklu imprez plenerowych „Od Ujścia do Źródła”

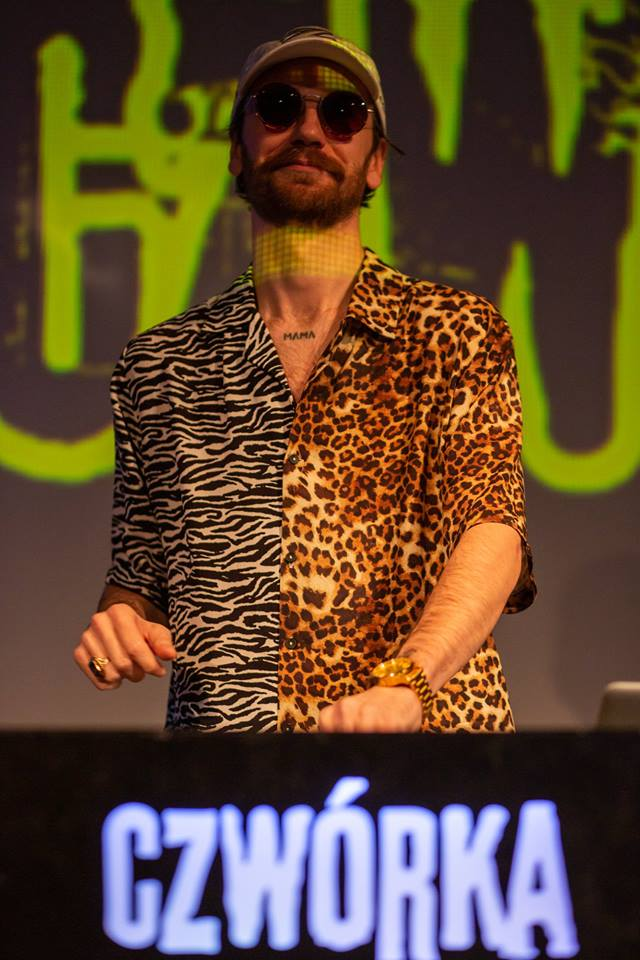
Rau Performace – warszawski producent, raper, grafik i były gospodarz „RAUdycji” emitowanej na antenie Czwórki

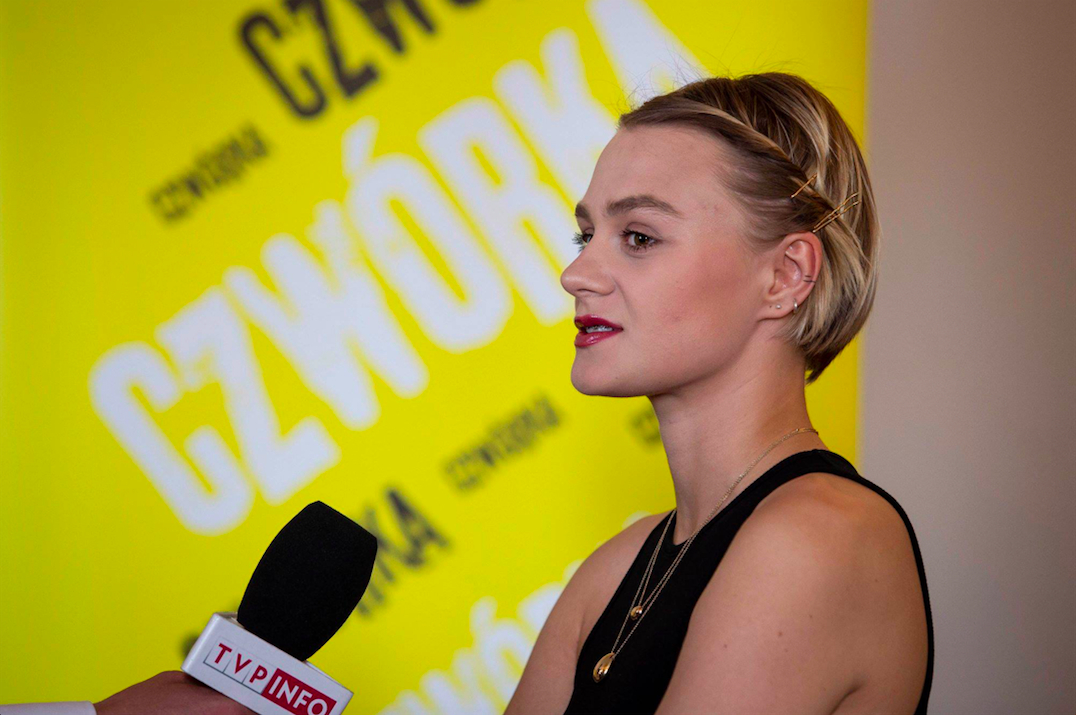
Rosalie. – była prowadząca audycję „Dziewczyny grają” na gali finałowej plebiscytu „Nieprzeciętni 2018”.

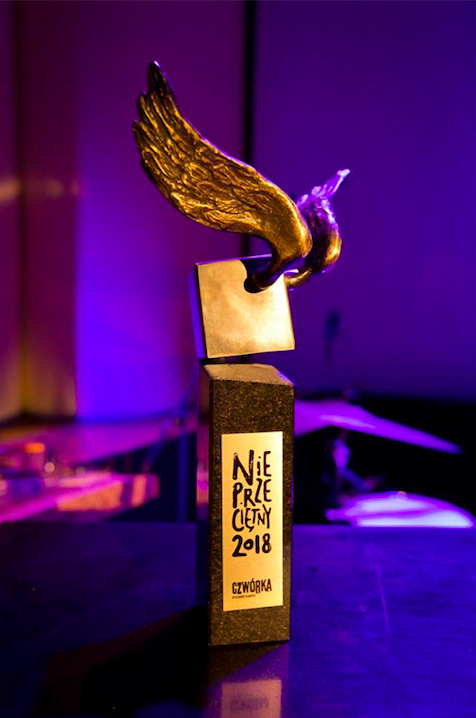
Statuetka plebiscytu Nieprzeciętni

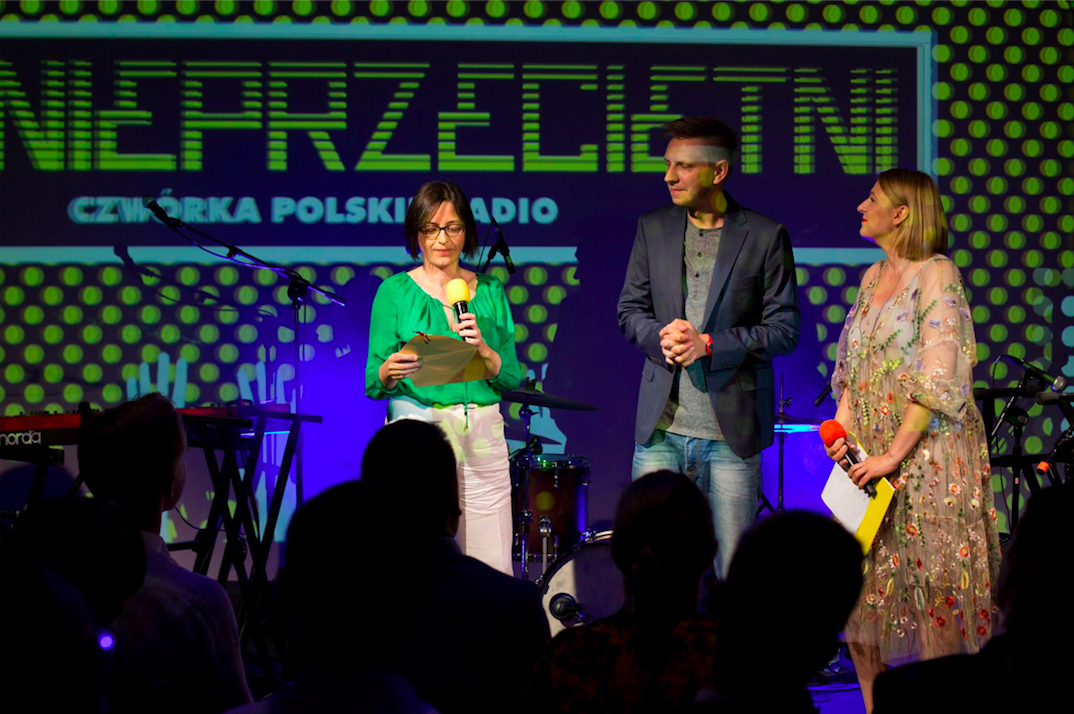
Gala plebiscytu „Nieprzeciętni 2018”

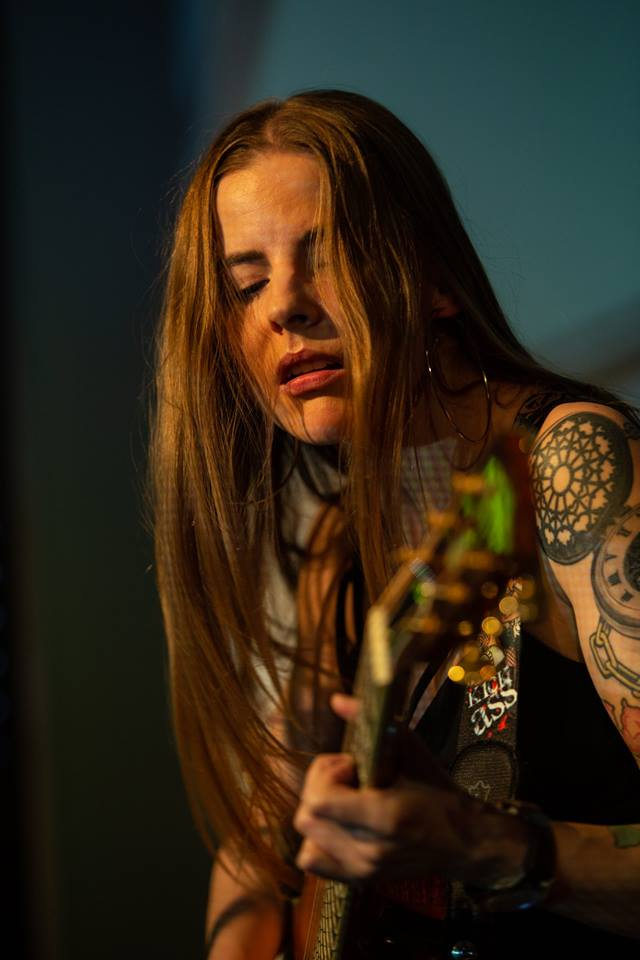
Marta Zalewska – finalistka konkursu „Wydaj płytę z Będzie głośno!” podczas koncertu w Czwórce

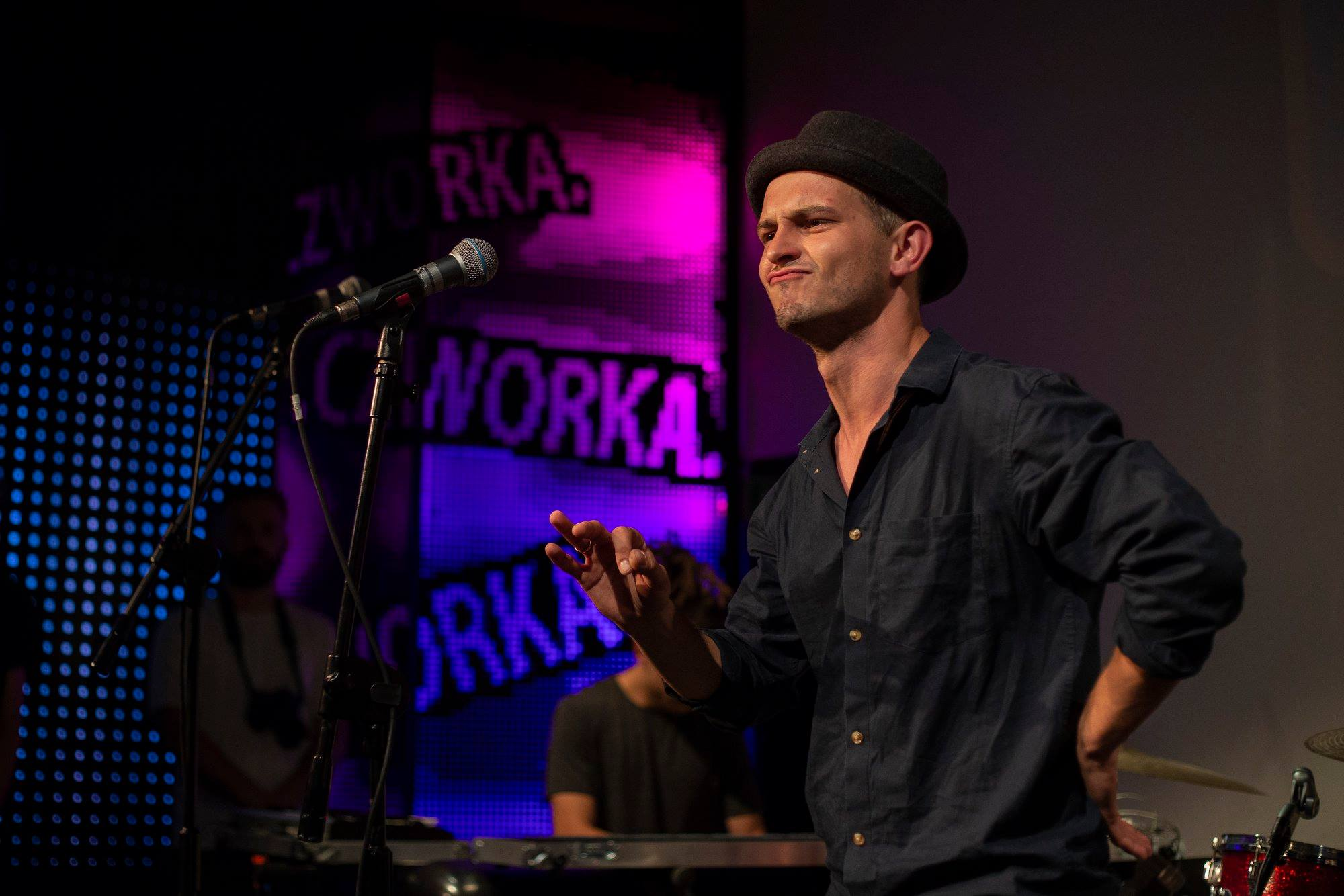
Bitamina podczas koncertu w studiu Czwórki

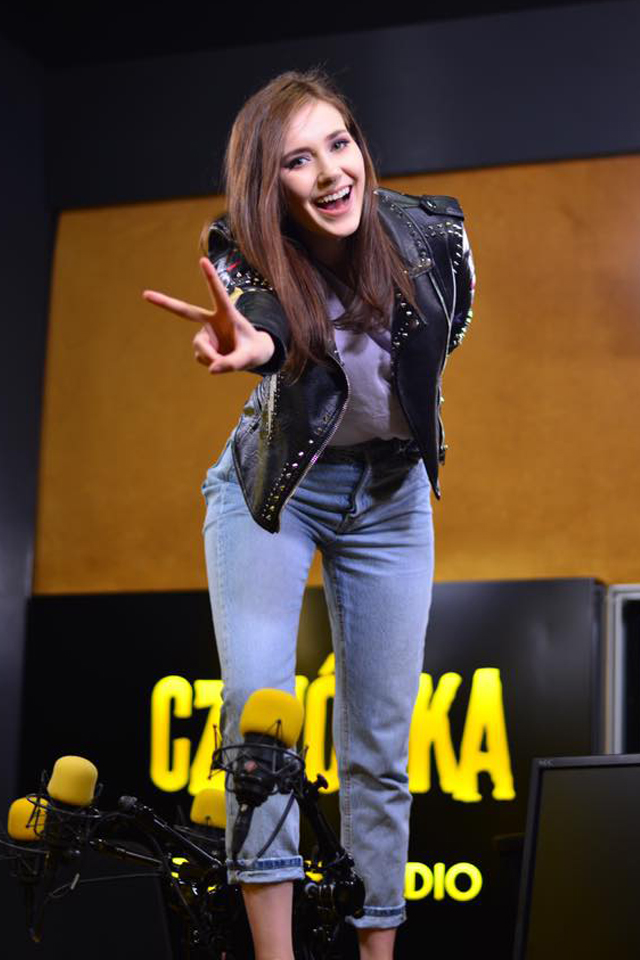
Klaudia Tyszkiewicz – prowadząca program „Teraz k-pop!”

W latach 2011–2014 stacja realizowała także projekt Radio na Wizji, polegający na równoległym nadawaniu fal radiowych i emisji programu telewizyjnego.

## Historia
Treść tej sekcji może nie być zgodna z zasadami neutralnego punktu widzenia.
Dokładniejsze informacje o tym, co należy poprawić, być może znajdują się w dyskusji tej sekcji.
 Po wyeliminowaniu niedoskonałości należy usunąć szablon {{Dopracować}} z tej sekcji.
Przez pierwszy okres działalności (od 1976 roku do 2004) nadawała głównie program popularnonaukowy, skierowany do uczniów i nauczycieli. Przez trzy lata, w związku z zawaleniem się masztu radiowej Jedynki w Gąbinie i remontem masztu w Raszynie, dzieliła czas antenowy z radiową Dwójką, nadając od 9 do 17 (na falach długich od 8 do 18), począwszy od 24 września 1997. 1 września 2000 roku nastąpiło rozdzielenie, jednak stacja przejęła tylko część poprzednich częstotliwości, przez co mimo swego ogólnopolskiego charakteru nie obejmowała swym zasięgiem całego kraju. W sierpniu 2002 roku dysponowała 33 nadajnikami fal ultrakrótkich oraz jednym nadajnikiem fal długich. Tuż po północy z 30 na 31 maja 2007 roku (alokacja częstotliwości Polskiego Radia) zmniejszony został zasięg stacji na korzyść Jedynki.
W 2004 roku postanowiono dokonać zmiany formatu stacji, mającej śladową słuchalność (0,2%), poprzez zmianę charakteru na młodzieżowo-poznawczy z dużą liczbą audycji muzycznych z różnorodnych gatunków (hip-hop, elektronika, rock alternatywny). Stacja przestała jednocześnie nadawać na falach długich. Zatrudniono osoby związane z Radiostacją, kultową rozgłośnią radiową, która „dała głos polskiemu rapowi”, np. Kamila Dąbrowę. Pomysł został zrealizowany i słupki słuchalności zaczęły iść w górę (do 0,4–0,6% w skali kraju).
W 2005 posadę szefa anteny objął Paweł Sito, który podniósł poziom ramówki i przyjął nowych ludzi (np. Novikę), jednak wkrótce został zwolniony. Głównym tego powodem była audycja, do której (po śmierci Jana Pawła II) zaprosił obok osób wierzących również ateistów, feministki i inne osoby krytycznie patrzące na ówczesną żałobę.
Kolejną zmianę formatu spowodowały zmiany we władzach Polskiego Radia S.A. po zmianie składu  Krajowej Rady Radiofonii i Telewizji. 6 lipca 2006 nowym dyrektorem Radia Bis został Jacek Sobala, dziennikarz radiowy.
Po objęciu stanowiska Jacek Sobala interweniował w sprawie programu „Masala” Maksa Cegielskiego, którego wydanie przypadające na następną niedzielę miało dotyczyć walki z faszyzmem w Polsce, a do studia zostali zaproszeni działacze antyfaszystowskiej organizacji Nigdy Więcej. Zapowiedź programu wspominała, że „podżegający do przemocy faszyści są często blisko związani z Ligą Polskich Rodzin i Młodzieżą Wszechpolską”. Prowadzący nie zgodzili się na zmianę tematu audycji i została ona zdjęta z ramówki.
W rozmowie z „Gazetą Wyborczą” dyrektor Sobala ogłosił rezygnację z audycji autorskich oraz wycofanie z anteny ciężkiej muzyki, takiej jak hardcore i heavy metal.
Zdaniem odwołanego dyrektora Kamila Dąbrowy, te zmiany oznaczały zmarnowanie nowo stworzonego profilu stacji dla nowych ludzi, a nowy dyrektor nie przedstawił spójnej koncepcji stacji i jej adresata. Zmiany te wywołały też gwałtowny sprzeciw części słuchaczy, a słuchalność stacji spadła z 0,7% do 0,3%.
Od 2005 roku stacja organizuje plebiscyt Nieprzeciętni promujący młodych, ambitnych i zdolnych ludzi, którzy swoimi działaniami i postawą wyróżniają się na tle innych. Wśród finalistów dotychczasowych edycji znaleźli się między innymi: muzycy, reżyserzy, sportowcy,  wolontariusze i młodzi ludzie podejmujący różne inicjatywy na rzecz tworzenia społeczeństwa obywatelskiego.
W 2009 Roku Polskie Radio Euro przeprowadziło kilka akcji, m.in. „Akcja Reakcja w czwartym Wymiarze”, „Od Morza do Morza (Szwecja)”, „Eurostopem po Polsce”, „Lista Przebojów Nadaje się! 2009”. Jesienią 2010 roku, już jako Czwórka, stacja zorganizowała akcję „Czwórka w wielkim mieście” – w jej ramach ekipa stacji co weekend odwiedzała największe miasta w Polsce, nadając z nich regularny program wypełniony dodatkowo ciekawostkami oraz rozmowami z najważniejszymi ludźmi każdego z odwiedzanych miast. Od czerwca 2014 roku Radiowa Czwórka realizuje cykl audycji wyjazdowych „PlenAir”, podczas których gości w różnych miejscach Polski.

## Radio na Wizji
Czwórka – Radio na Wizji (także: Czwórka – Radio z Wizją, Czwórka na Wizji, Czwórka z Wizją) to projekt realizowany przez Program IV Polskiego Radia, polegający na równoległym nadawaniu fal radiowych i emisji programu telewizyjnego. Było to pierwsze 24-godzinne radio na wizji w Polsce. Czwórka z Wizją była obecna początkowo na satelicie i w wielu sieciach kablowych. Jednak z powodów finansowych zrezygnowano z emisji satelitarnej stacji, co ograniczyło szeroką dystrybucję. Stacja pozostała dostępna w nielicznych sieciach kablowych (m.in. UPC Polska, Toya, Echostar Studio), internecie oraz na urządzeniach mobilnych. 18 sierpnia 2014 stację wycofano z największej sieci kablowej UPC. 31 sierpnia 2014 zakończono projekt.

### Historia Czwórki na Wizji
Radio na Wizji było autorskim pomysłem ówczesnego prezesa Polskiego Radia, Jarosława Hasińskiego. Był to jeden z najważniejszych projektów realizowanych w ramach 85-lecia Polskiego Radia. Na potrzeby projektu, Studio S-2 Polskiego Radia zostało przebudowane i dostosowane technicznie do nadawania programu telewizyjnego, przy zachowaniu wysokich parametrów akustycznych. Kilka miesięcy przed uruchomieniem, ramówka Programu IV dostosowana została do potrzeb nowego charakteru stacji. Docelowo miał to być kanał o profilu publicystyczno-rozrywkowym, skierowanym głównie do odbiorców w wieku 25–45 lat.
Od 17 grudnia 2010, czyli od chwili uruchomienia emisji testowej, odbiór możliwy był poprzez łódzką sieć kablową Toya. Później kanał był dostępny również w kilku innych w sieciach kablowych i platformach cyfrowych. Podpisano także umowę z francuską firmą Eutelsat, mającej wysyłać sygnał Radia na Wizji na całą Europę oraz na część Afryki i Azji. 10 stycznia 2011 emisja testowa pojawiła się na należącym do konsorcjum Eutelsat satelicie Hot Bird.
Oficjalny, regularny przekaz Radia na Wizji rozpoczęto w dniu 18 stycznia 2011 o godzinie 23:00.
Od 13 lutego 2011 Radio na Wizji można oglądać poprzez stronę internetową Polskiego Radia. Zapowiedziano wtedy także, że Radio na Wizji będzie można odbierać również za pomocą telewizji mobilnej (DVB-H).
Obraz nadawany był w formacie 16:9 i rozdzielczości 720x576. W siedzibie Polskiego Radia sygnał można odbierać w nieskompresowanym formacie HD-SDI.
22 lutego 2011, jako pierwsza w Polsce, łódzka sieć kablowa TV-SAT 364 udostępniła swoim abonentom Czwórkę – Radio na Wizji HD. Sygnał wejściowy to HD-SDI w rozdzielczości 1080i50.
Pod koniec października 2011 roku, z powodów finansowych, zapadła decyzja o zakończeniu emisji satelitarnej, która stanowiła dosył sygnału dla części sieci kablowych i na platformach satelitarnych. Planowany budżet wynosił 3,5 mln zł, a tymczasem bilans roczny Polskiego Radia to strata 30 mln zł. Stacja miała także bardzo niską oglądalność – we wrześniu 2011 program oglądało średnio 350 osób, czyli 0,01% widzów. Jednocześnie postanowiono kontynuować emisję w Internecie i na urządzeniach mobilnych.
W kolejnych dniach po podjęciu decyzji o zakończeniu telewizyjnej emisji, Polskie Radio rozpoczęło zrywanie umów na nadawanie Radia z Wizją z poszczególnymi operatorami. 30 maja 2012 Radio z Wizją zakończyło nadawanie satelitarne. Tego samego dnia zarząd Polskiego Radia zdecydował kontynuować jednak emisję Czwórki na Wizji w niektórych sieciach kablowych – już nie jako projekt telewizyjny, lecz jako „multimedialne radio dla młodych ludzi”. Sygnał był dostarczany kablówkom światłowodem.
31 sierpnia 2014 roku projekt Czwórka Radio na Wizji zakończył nadawanie. Jednocześnie usunięto teledyski. Obecnie za pomocą strony internetowej kanału można jedynie podejrzeć pracę prezenterów radiowych.

## Czwórka po 2016 roku i zejściu z częstotliwości UKF
1 września 2016 Czwórka opuściła swoje częstotliwości analogowe na rzecz anteny informacyjnej Polskiego Radia 24. Obecnie można jej słuchać przez Internet, aplikację „Player Polskie Radio” i w systemie radiofonii cyfrowej DAB+. W tym samym roku funkcję dyrektora programowego i redaktora naczelnego Czwórki przejęła długoletnia dziennikarka stacji Hanna Dołęgowska, która zastąpiła na stanowisku Iwonę Kostkę-Kwiatkowską (obecnie Chillizet).

### Reaktywacja plebiscytu Nieprzeciętni
W 2017 roku, po 8-letniej przerwie, Czwórka reaktywowała plebiscyt Nieprzeciętni, mający promować młodych, ambitnych i zdolnych ludzi, którzy swoimi działaniami i postawą wyróżniają się na tle innych.

### Konkurs „Wydaj płytę z Będzie Głośno”
W tym samym roku Czwórka ogłosiła pierwszą edycję konkursu dla początkujących muzyków „Wydaj płytę z Będzie Głośno”, w którym nagrodą główną jest wydanie debiutanckiego albumu z radiową Czwórką i Agencją Muzyczną Polskiego Radia. Aby wziąć w nim udział należy spełnić dwa warunki: mieć gotowy materiał na płytę i nie posiadać kontraktu z wytwórnią muzyczną. Laureatką pierwszej edycji konkursu została Ms. Obsession. W 2018 roku zwyciężyła multiinstrumentalistka Marta Zalewska, a rok później Sara Kordowska, która doświadczenie wokalne zdobywała pod okiem takich artystów jak Paulina Przybysz, Mieczysław Szcześniak, Katarzyna Wilk czy Natalia Lubrano.
Konkurs jest rozszerzeniem audycji „Będzie głośno” – pierwszego radiowego talent show, z koncertami na żywo. Program emitowany jest na antenie radia od 2016 roku. Pomysłodawcą audycji jest Mariusz Infulecki. Po jego odejściu z Czwórki funkcję prowadzącego przejął Damian Sikorski.

### Nowe audycje i prowadzący

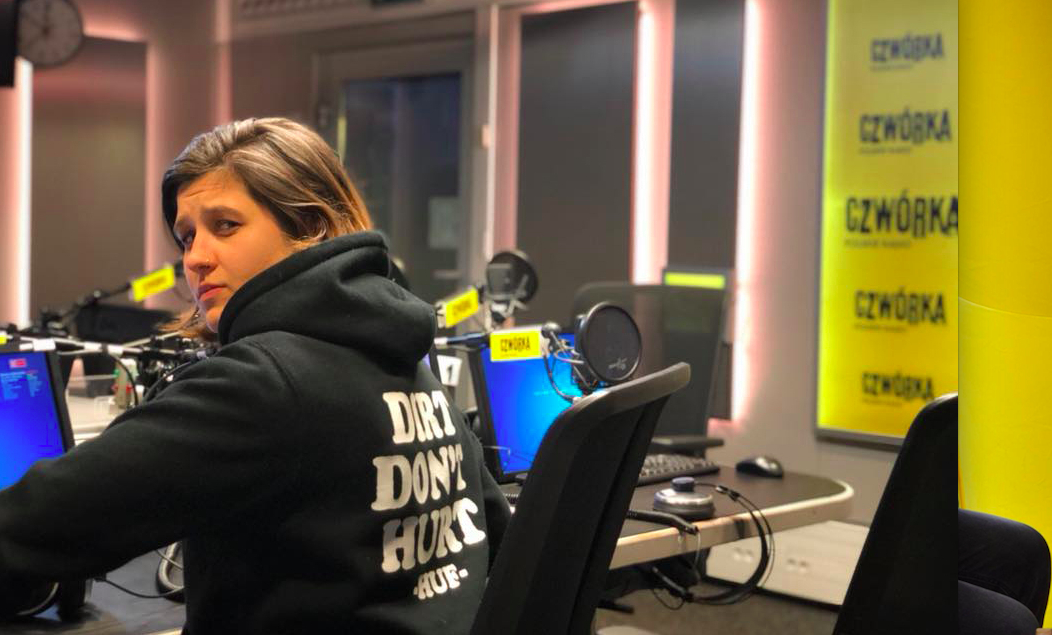
Natalia Zamilska – prowadząca „Nocny Transport”

W lipcu 2017 roku do zespołu stacji dołączyli: kompozytorka muzyki elektronicznej Natalia Zamilska z autorską audycją „Nocny TransPort” oraz Jakub Chuptyś – vloger, znany także pod pseudonimem Gargamel (od 2010 roku prowadzi na YouTube kanał utrzymany w stylu tzw. commentary vlog). W Czwórce zadebiutował jako dziennikarz radiowy. W autorskiej audycji muzycznej „Pogłos” do 2020 r. prezentował utwory z gatunków trap, cloudrap, newschool, grime i soundcloud rap.

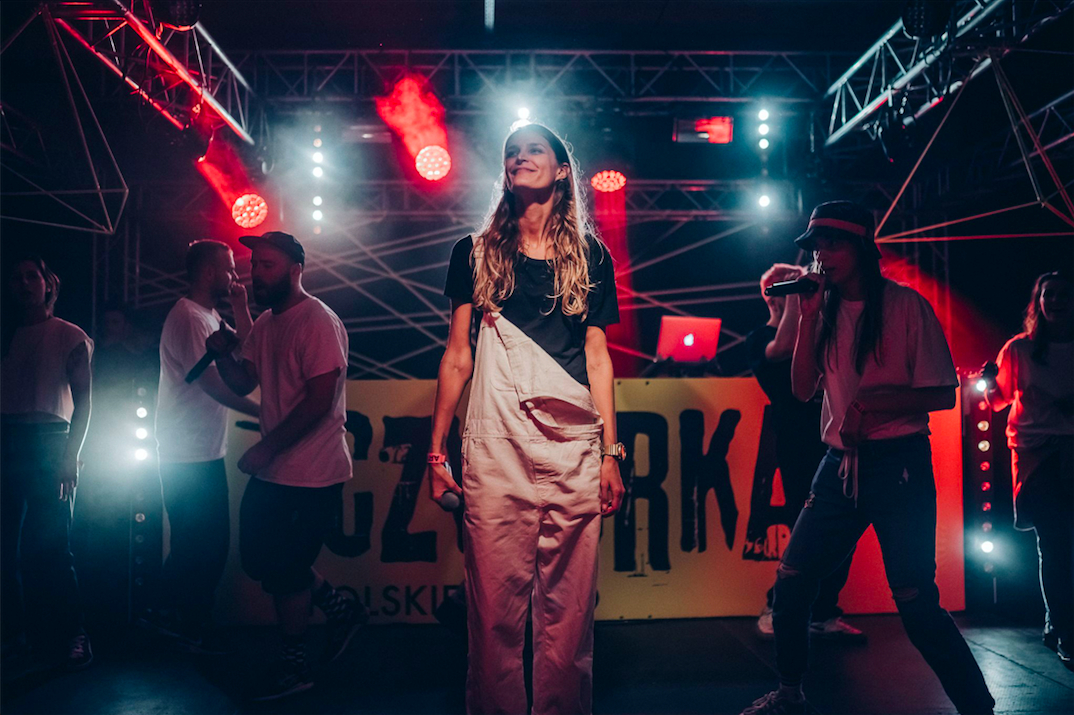
Czwarta Scena Czwórki na Up To Date Festival

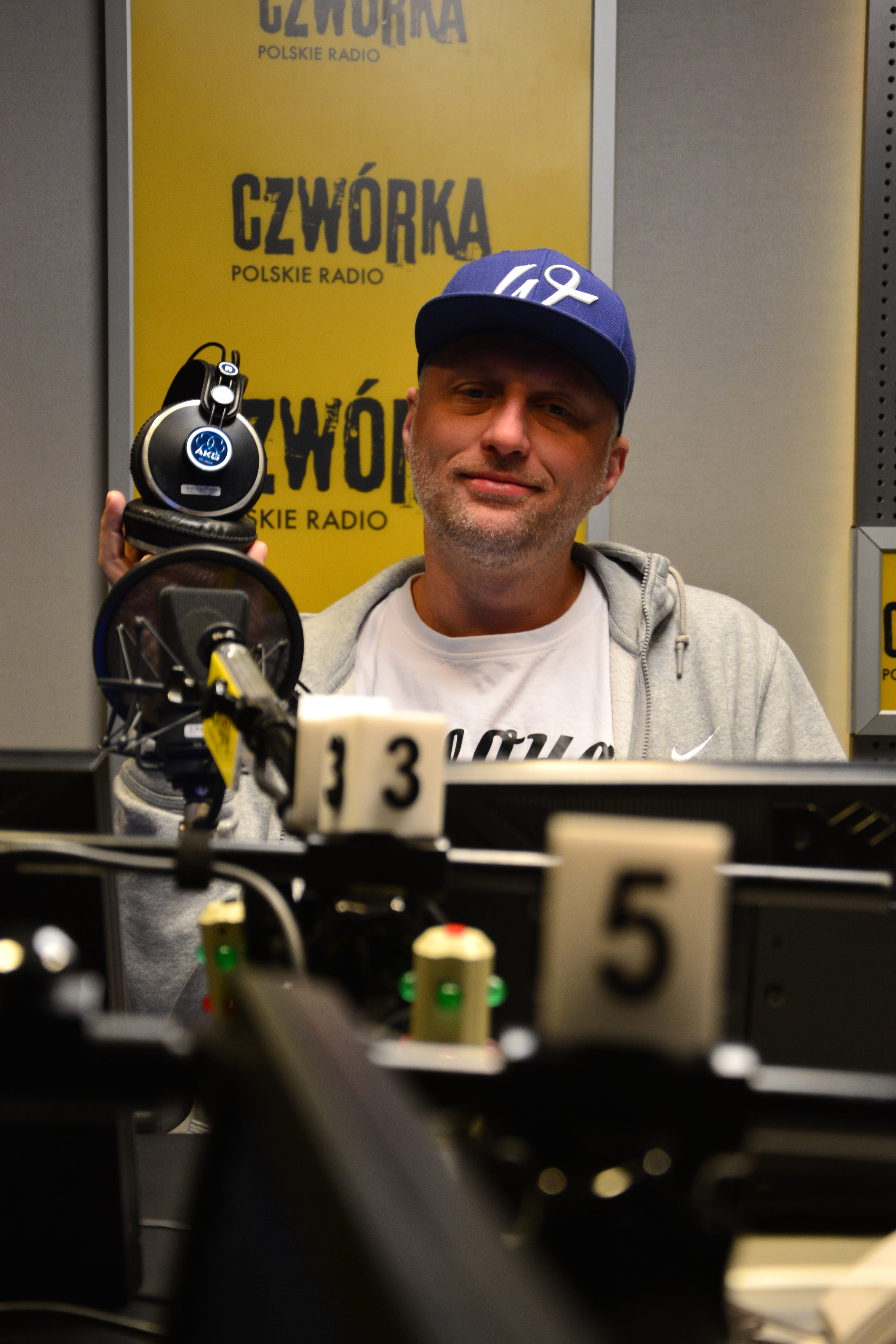
Numer Raz – gospodarz audycji: „Numer Raz na fali” i „Numer Raz wita Was”

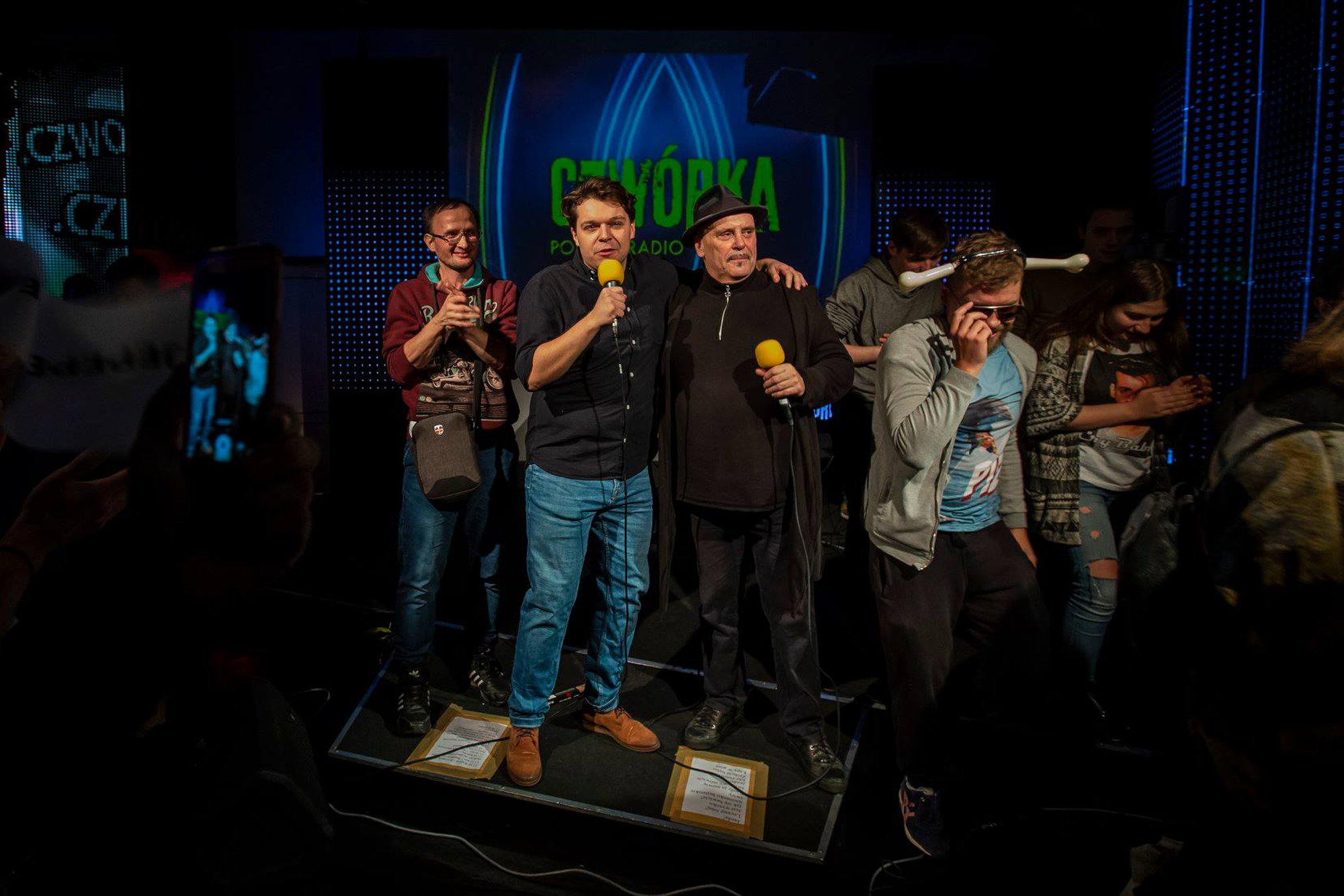
Zlot słuchaczy audycji „Hejterska 4” z udziałem Mariana Lichtmana.

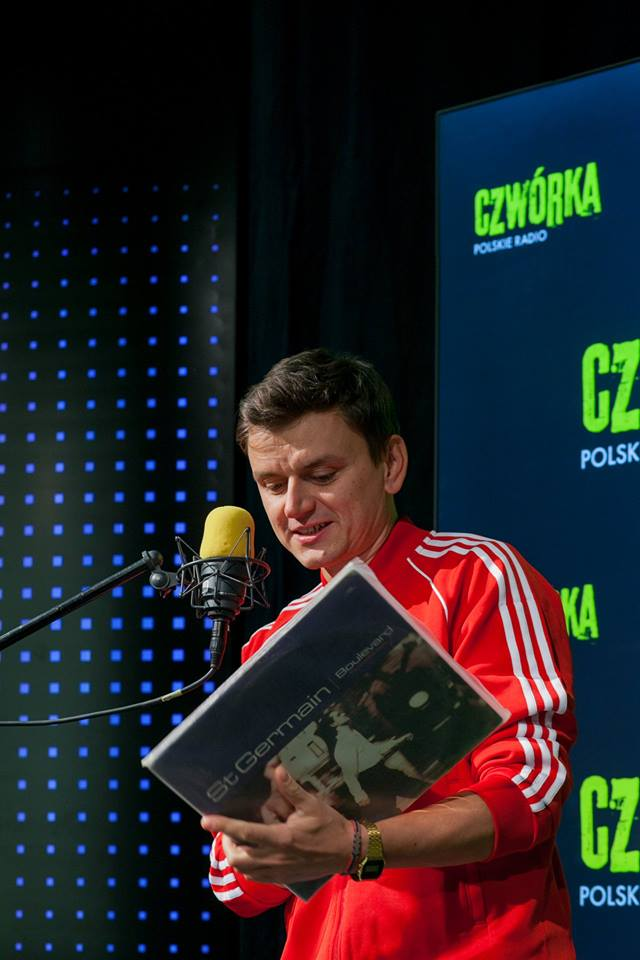
Łukasz Stachurko AKA Sonar Soul podczas Record Store Day w studiu Czwórki

Od 2017 do 2022 roku na antenie Czwórki można było usłyszeć także autorski program rapera R.A.U. „RAUdycja” to „idealna propozycja dla ludzi, którzy szukają w muzyce świeżych brzmień, nowych inspiracji i dźwięków”. Prowadzący – znany z niekonwencjonalnego stylu swoich produkcji i kąśliwego, autoironicznego humoru – dzielił się na antenie muzycznymi fascynacjami, „gorącymi” odkryciami, własnymi premierami, luźnymi spostrzeżeniami na aktualne tematy ze świata, które przeplatane są momentami poważnej refleksji”. Za audycję Tomasz „R.A.U.” Rałowski został nominowany do Nagrody Rady Programowej Polskiego Radia. To wyróżnienie m.in. za realizację misji kulturowej, społecznej i obywatelskiej mediów publicznych.
Na antenie Czwórki nadawana jest także audycja „Teraz Kpop!”. Pierwszy program radiowy w Polsce w całości poświęcony koreańskiej muzyce i subkulturze k-pop. Prowadząca Klaudia Tyszkiewicz przedstawia słuchaczom nowości muzyczne i plotki ze świata k-popu. W audycji pojawiają się także recenzje koreańskich filmów i seriali oraz relacje z koncertów. Grupa słuchaczy audycji na Facebooku liczy ponad 3 tys. osób (stan na lipiec 2019).
Od 2018 do 2022 roku, w poniedziałkowe i czwartkowe wieczory, nadawana była audycja „Wieczór rezydentów” prowadzona rotacyjnie przez cenionych muzyków: kolektyw Czeluść, Jurka Przeździeckiego, Kubę Sojkę i Rrrkrt z projektu Brutaż. DJ-e analizowali w niej twórczość producentów i raperów powiązanych z nową falą hip-hopu, trapem, muzyką bassową i klubową. Rotacyjnie prowadzona była także audycja „Dziewczyny grają” (nadawana od marca 2019 roku), w której o swoich muzycznych inspiracjach i ulubionych utworach opowiadały m.in.: Marcelina, Rosalie., Kasia Lins i Justyna Święs z zespołu The Dumplings.
We wrześniu 2017 roku Czwórka wystartowała z internetowo-muzycznym projektem „12”/h” (12 cali na godzinę ). To pierwsze tego typu przedsięwzięcie w Polsce. W każdy wtorek po godzinie 19:00 na antenie pojawiają się DJ-e, kolekcjonerzy, muzycy i pasjonaci czarnych płyt. Cykliczne sety grane wyłącznie z winyli transmitowane są w Internecie za pośrednictwem Facebooka stacji oraz Playera Polskiego Radia.

### Czwarta Scena Czwórki na Up To Date Festival
W 2017 roku Czwórka połączyła siły z Up To Date Festival. Współpraca zaowocowała powstaniem na festiwalu Czwartej Sceny Czwórki. „Muzyka, która zabrzmi na Czwartej Scenie, jest bliska naszemu sercu, ale też bliska sercu radiowej Czwórki – dużo fajnej polskiej elektroniki, a także niestandardowego, ciekawego rapu, który trudno jest usłyszeć poza wyjątkowymi okazjami, a szczególnie w takim zestawieniu, w jakim będzie nam dane to usłyszeć” – tak o współpracy opowiadał na antenie Jędrzej Dondziło (Dtekk), organizator Up To Date Festiwal. W 2017 roku w ciągu dwóch dni festiwalu na Czwartej Scenie Czwórki zagrali: Holak, Rosalie., R.A.U., Adi Nowak, Jurek Przeździecki, Eltron John, Harper, Bert i Mr. Lex. W 2018 można było usłyszeć: KAMP!, Mordor Muzik, Undadasea, Earth Trax & Newborn Jr., R.A.U., Berta, Harpera, Mr. Lexa, Deaf Can Dance, Kubę Sojkę i Dwa Sławy. W 2019 roku na czwórkowej scenie wystąpili: Włodi, Koza, kolektyw Czeluść, FALCON1 i DJ KEBS, Harper, Jealo, K.O.D. (Kovvalsky i Pitti Schmitti), P.Unity, Piernikowski w towarzystwie Brodki i Katarzyny Kowalczyk z duetu Coals oraz reprezentacja The Very Polish Cut Outs (Kacper Kapsa, Holiday 80, Karol Aleksander).
W ramach promocji festiwalu na antenie Czwórki w roli prowadzącego zadebiutował Dtekk – DJ, promotor i współtwórca Up To Date Festival.
W 2019 roku, tuż przed 10. odsłoną festiwalu, Dtekk w towarzystwie DJ Czarka oraz Pana Zygmunta zaprezentował jubileuszowy set, w trakcie którego goście wspominali początki imprezy i w humorystyczny sposób opowiadali o tym jak brzmienie techno na przestrzeni lat definiowało charakter festiwalu.

### Jubileuszowe wydania „Off Control”
„Off Control” to audycja nadawana na antenie Czwórki od 29 września 2014 do 2022 roku. Prowadzący Mateusz Tomaszuk prezentował w niej utwory z takich gatunków jak: dark wave, new wave, shoegaze, post-punk, acoustic czy jazz.
Tradycją programu były listy obecności i spotkania ze słuchaczami.
Z okazji setnego wydania „Off Control” (22 sierpnia 2016 roku) w programie pojawiła się „Tajemnicza Iza M.”, którą słuchacze Czwórki do tej pory znali wyłącznie dzięki telefonicznym łączeniom i muzycznym wyborom. Na scenie wystąpili także artyści związaniu z NEXTPOP – „jedną z najprężniejszych małych wytwórni w Polsce, skupiających niezwykle zdolnych i oryginalnych artystów sceny niezależnej”: Baasch, Milky Wishlake oraz Oly.
201 wydanie „Off Control” także współprowadzili słuchacze, którzy prezentowali przyniesione ze sobą utwory. „Dwusetną odsłonę audycji świętowaliśmy w Katowicach na OFF Festivalu, teraz czas na «Off Control» z udziałem słuchaczy” – tak program zapowiedział wówczas Mateusz Tomaszuk.

### Zlot słuchaczy audycji „Hejterska 4”
W 2017 roku w siedzibie stacji odbył się pierwszy zlot słuchaczy audycji „Hejterska 4”.
„Hejterska 4” to program „o zabarwieniu humorystycznym, w którym autor (Kamil Jasieński – przyp. red.) prezentuje najgorsze, najdziwniejsze, najbardziej zabawne i przewrotne nowości, ale także wraca do starych nagrań, często nieznanych szerszej publiczności ze względu na znikomą wartość artystyczną”. W audycji sporadycznie pojawiają się także wywiady. W „Hejterskiej 4” gościli m.in. tacy artyści jak Aldona Orłowska czy Klocuch, który zaprezentował swój debiutancki album “Kaseta z komunii”.
Podczas „I Ogólnopolskiego Zlotu Hejterów” wystąpił duet Salami tworzony przez Mikę Mikowskiego i Damiana Salę, stałych słuchaczy Czwórki, którzy poznali się dzięki audycji i postanowili „połączyć muzyczne siły”. „W ich secie usłyszeliśmy mieszankę brzmień 8bitowych, chiptunowych i vaporków”. Po nich wystąpił Autistic Unicorn, czyli Adam Ligocki, warszawski promotor i DJ. Założyciel kolektywu Gabba Tallion, któremu „nie są straszne żadne BPMy”. W swojej twórczości Autistic Unicorn eksperymentuje z takimi gatunkami jak gabber, speedcore i terrorcore.
Gwiazdą drugiej edycji zlotu pt. „H4MeetUp” był Marian Lichtman, którego zapętlony refren do piosenki „Urodziny” („Jepepepepej”) jest leitmotivem audycji. Podczas występu w Czwórce „współzałożyciel Trubadurów, jazzman, twórca muzyki disco, muzyk nieznający żadnych ograniczeń” scatował m.in. do sampli Molesty, Żabsona, Hemp Gru czy Toto granych przez DJ-a Berta. Jako warmup wystąpił duet Salami.
W trakcie występu swoje pałeczki Marianowi Lichtmanowi przekazał Michał Bryndal, perkusista zespołu Voo Voo, klękając przed nim w studiu.
Do scatu podczas koncertu w Krakowie w ramach „Helsinki Tour” nawiązała Daria Zawiałow prosząc publiczność o zaśpiewanie z nią do podkładu z utworu „Africa” Toto.

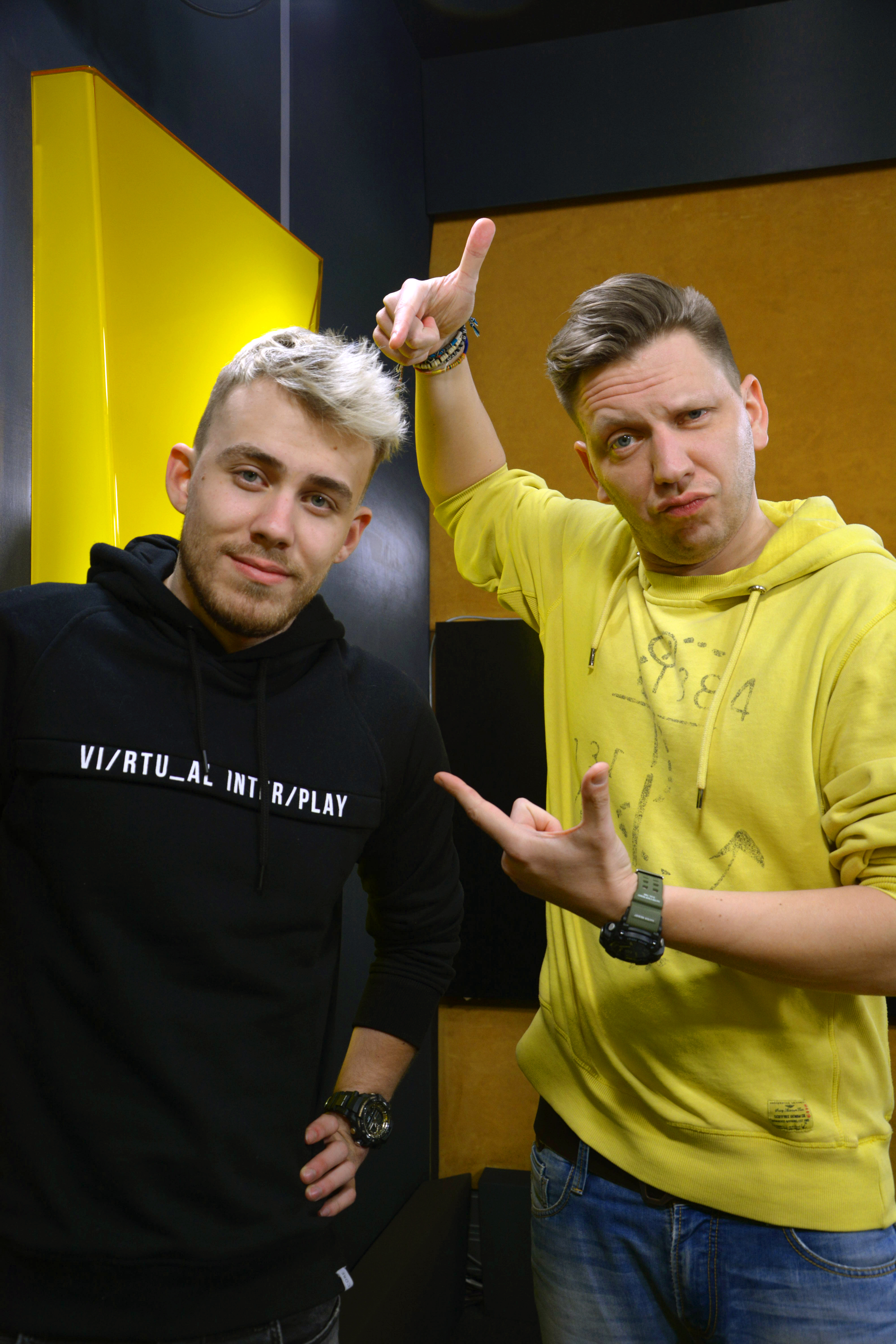
Blowek i Kuba Marcinowicz w studiu Czwórki

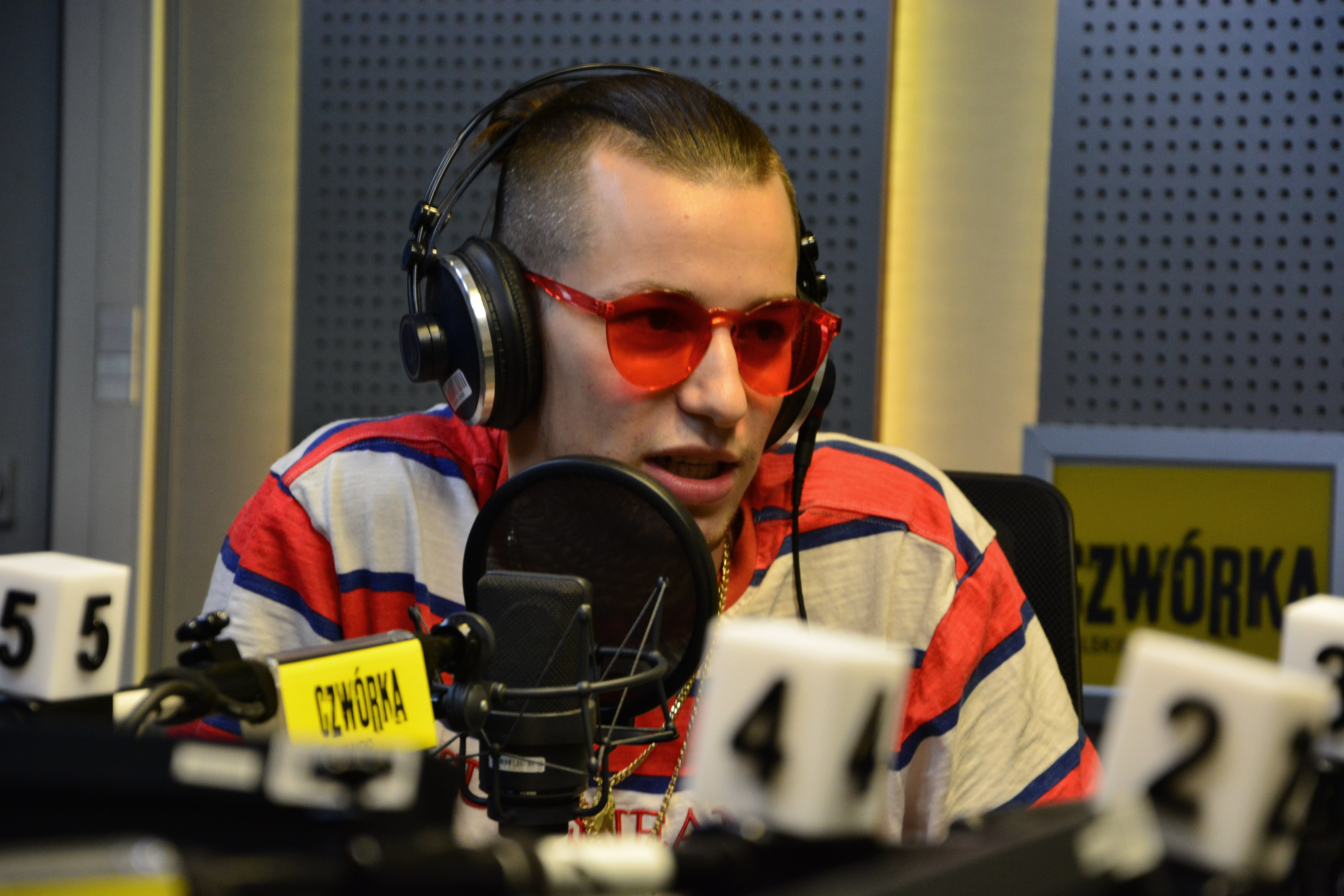
Żabson w „Pogłosie” o EP-ce „Trapollo”

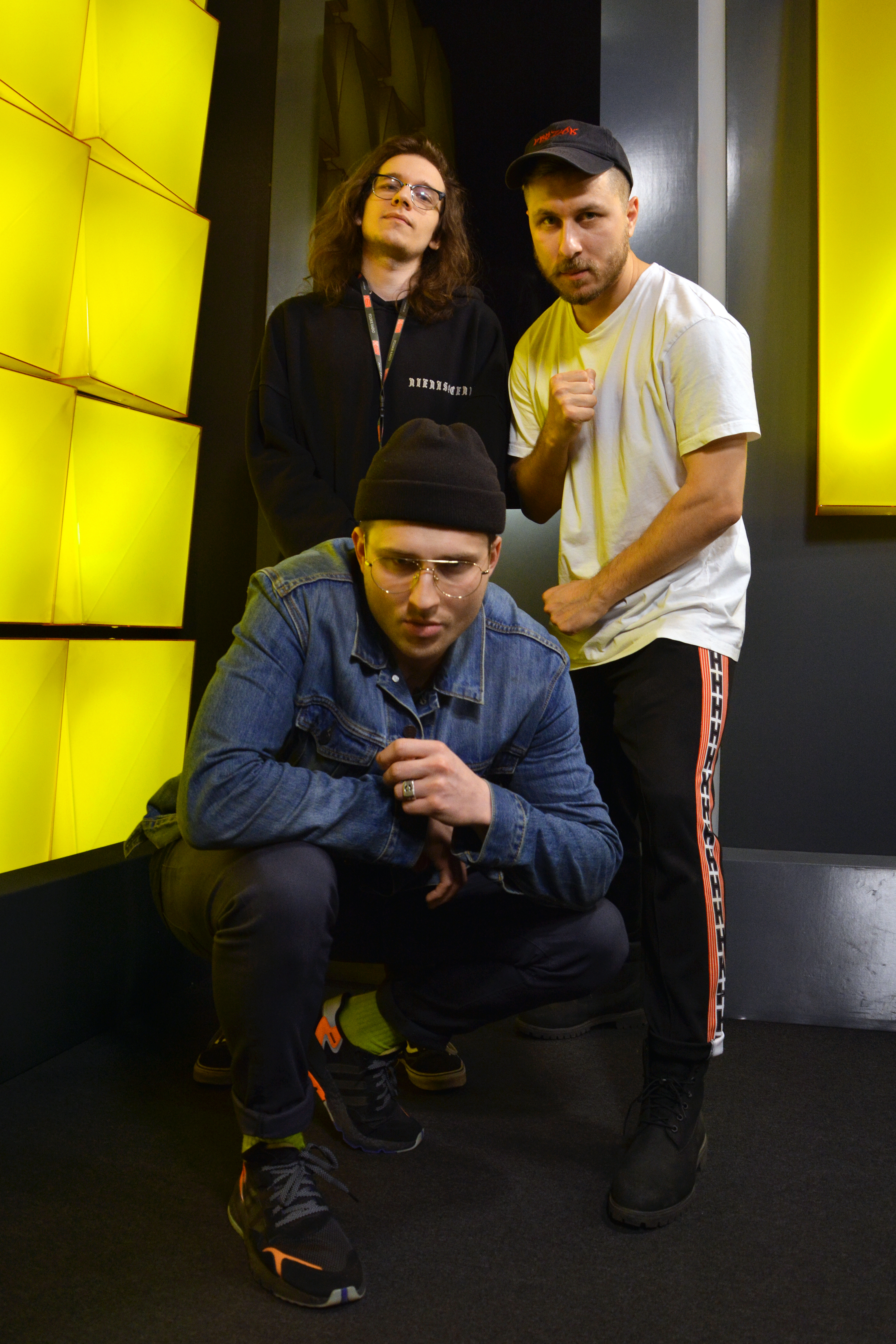
Kolektyw Czeluść („Wieczór Rezydentów”) i Gargamel („Pogłos”)

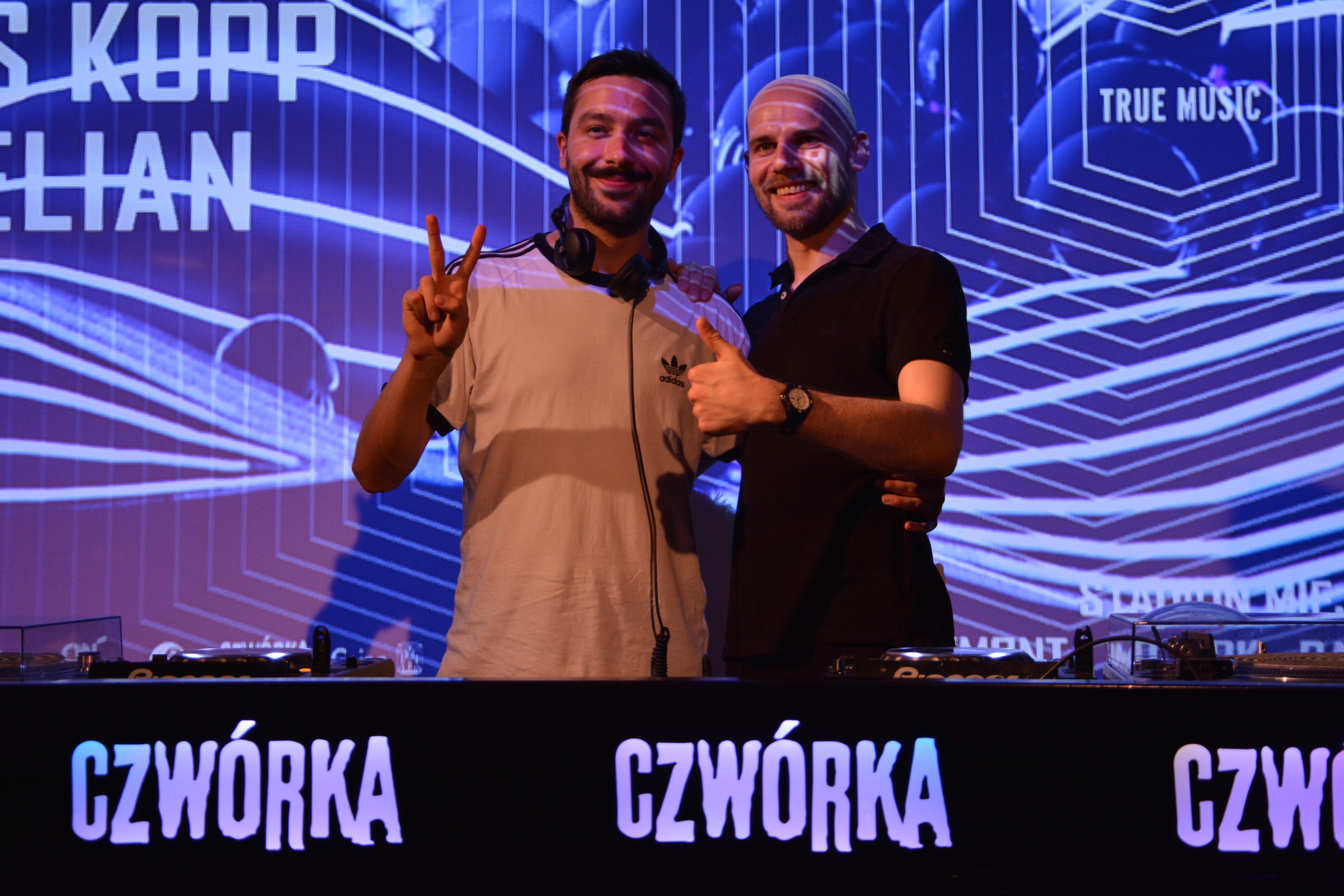
Jakub Wojas i Marcin Wądek z kolektywu Techno Rączka w studiu Czwórki

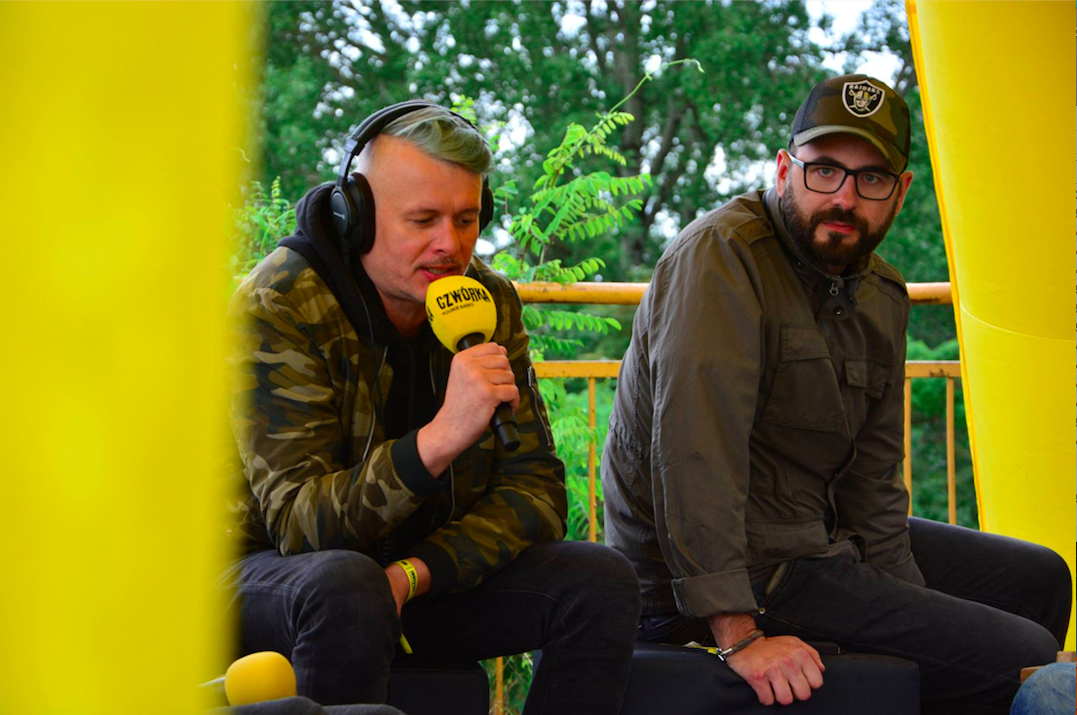
Debata Czwórki „Quo Vadis Techno” na Instytut Festival 2018

### Nagrody i wyróżnienia
29 listopada 2017 roku Hanna Dołęgowska (dyrektor redaktor naczelna Czwórki) została laureatką Złotego Mikrofonu 2017. Nagrodę otrzymała m.in. „za otwartość na młodych słuchaczy, determinację, pomysłowość i niekonwencjonalne popularyzowanie sportu jako sposobu na życie”. Hanna Dołęgowska od 1992 roku związana jest z Programem 4 Polskiego Radia (pod kolejnymi nazwami). Zaczynała pracę jako reporterka, potem tworzyła m.in. programy „Deskorolka”, „Bisowisko” i „Krajobrazy”. Później była autorem i wydawcą najważniejszych pasm publicystycznych w Czwórce. Jest autorką audycji „Co Was kręci” nadawanej od 2004 roku i popularyzującej krajową turystykę, historię oraz sporty niszowe i ekstremalne.
Od 2016 roku na antenie Czwórki emitowany jest program „Strefa Prywatna”, audycja poradniczo-psychologiczna „o relacjach, seksie, uzależnieniach, problemach i radościach przeciętnego Kowalskiego”. Za program jej gospodarz Jakub Jamrozek w 2017 został nagrodzony w konkursie dla dziennikarzy „Uzależnienia XXI wieku” zorganizowanym z inicjatywy Fundacji Inspiratornia. Dziennikarz został doceniony przez jury za materiał o uzależnieniu od pornografii internetowej. Podczas kolejnej edycji konkursu zajął zaś III miejsce za program pt. „Hazard – kiedy życie staje się grą”. Konkurs „Uzależnienia XXI wieku” powstał w 2014 roku i jest jedną z pierwszych inicjatyw adresowanych do dziennikarzy, której celem jest zainspirowanie mediów do poruszania trudnego, choć aktualnego tematu uzależnień behawioralnych. W 2018 roku gospodarz „Strefy prywatnej” został także wyróżniony w 12. ogólnopolskim konkursie dla dziennikarzy „Kryształowe Pióra” w kategorii „Depresja – przełamać tabu, za audycję radiową poświęconą depresji młodzieńczej”. W styczniu 2019 roku otrzymał zaś I Nagrodę w konkursie „Dziennikarz Medyczny Roku 2018” Stowarzyszenia Dziennikarze dla Zdrowia.
W 2017 roku redakcja „Aktualności Czwórki” zdobyła główną nagrodę w konkursie Fundacji Rozwoju Systemu Edukacji EDUinspiracje – Media. Oceniane w nim były najlepsze materiały podejmujące tematykę projektów edukacyjnych finansowanych ze środków Unii Europejskiej i Europejskiego Obszaru Gospodarczego, czyli m.in. w programie Erasmus+. Do konkursu Czwórka zgłosiła cykl materiałów, który emitowany był w serwisach informacyjnych 15 września w ramach „Tematu dnia”. Reporterzy stacji – Anna Depczyńska, Mateusz Gołębiewski, Marek Nowacki i Maciek Oswald – rozmawiali m.in. z osobami, które wyjechały na wymianę w ramach program Erasmus+; sprawdzali, jak poradzić sobie finansowo na takim wyjeździe; na jakim etapie studiów najlepiej wyjechać; a także jakie są najpopularniejsze kierunki wyjazdów polskich studentów
W konkursie wyróżniono także Justynę Tylczyńską. Zajęła pierwsze miejsce w kategorii „Przekraczanie granic – zagraniczne wyjazdy w celach edukacyjnych” za audycję pt. „Fundusze UE na popularyzację polskiej literatury”. Nagrodzona audycja dotyczyła projektu „Pan Tadeusz, czyli historia szlachecka z roku 2015”. To projekt wymiany młodzieży z Nysy ufundowany ze środków unijnych w ramach programu „Młodzież  w działaniu”.
W 2016 roku Beata Kwiatkowska została nagrodzona na Przeglądzie Sztuki Survival we Wrocławiu za słuchowisko „Rękoczyny” stworzone z artystką Kariną Marusińską. „Rękoczyny” to „instalacja wizualno-dźwiękowa zbudowana na skrajnych kontekstach. Projekt można bowiem interpretować pozytywnie – jako wytwory pracy ręcznej, lub negatywnie – jako cios. Pracy robotników towarzyszy również pewna koincydencja. Z jednej strony praca daje im pieniądze i zapewnia godne życie, z drugiej strony niszczy ich dłonie do tego stopnia, że zacierają się ich linie papilarne”. W tym samym roku była dziennikarka Czwórki została finalistką Konkursu Stypendialnego im. Jacka Stwory dla młodych reportażystów do 35.roku życia za reportaż  „Natalia i jej mizofonia”, przedstawiający historię kobiety, która cierpi na rzadką nadwrażliwość dźwiękową. Dzięki reportażowi udało się zorganizować spotkanie Natalii ze specjalistami, którzy mogą jej pomóc. Ciekawa historia i dźwiękowa warstwa reportażu wpłynęły na pozytywne komentarze podczas seminarium dla młodych reportażystów. Beata Kwiatkowska jest także laureatką Nagrody Młodych Dziennikarzy im. Bartka Zdunka. W 2018 roku wygrała ex aequo z Szymonem Piegzą w kategorii Reportaż – po debiucie za pracę pt. „Nieulotne”. Reportaż opowiada o historii życia pierwszej polskiej stewardesy – Zofii Glińskiej, która była organizatorką służby stewardes w Polskich Liniach Lotniczych LOT, sanitariuszką Armii Krajowej, uczestniczką Powstania Warszawskiego.
W 2018 roku do zespołu stacji dołączył Łukasz „JeffreJ” Chmiel. youtuber, komentator e-sportowy i były gospodarz czwórkowej audycji „Strefa gamingu” w styczniu 2019 roku został wyróżniony nagrodą komentatora e-sportowego na Gali Polskiej Ligi Wirtualnych Klubów. PLWK to pierwsze w Polsce przedsięwzięcie łączące ze sobą galę rozdania nagród oraz decydujący mecz o Puchar PLWK.

### Po roku 2020
W roku 2020 część pracowników związanych z Czwórką trafiło do nowopowstałego Radia Kierowców. Jesienią 2021 roku zmieniono brzmienie stacji, zmniejszając bitrate i uwydatniając wysokie tony. We wrześniu 2022 stacja zaprezentowała dedykowaną aplikację mobilną. Początkiem 2023 roku zniknęły serwisy informacyjne. Polskie Radio nie przedłużyło umów z wieloma pracownikami, a szereg zlikwidowanych audycji zastąpiono muzyką. Inne skrócono lub zmieniono ich porę nadawania.

### Platformy społecznościowe i streamingowe
Transmisje z koncertów oraz wybrane wywiady ze studia Czwórki publikowane są na kanałach społecznościowych stacji: Facebooku, Instagramie oraz YouTube.
Na platformie YouTube radio ma ponad 27 tys. subskrybentów (stan na lipiec 2019).
Na Facebooku Czwórkę obserwuje ponad 162 tys. użytkowników co czyni ją drugą po Trójce najpopularniejszą stacją Polskiego Radia na tej platformie (Jedynka – 70 686, Dwójka – 36 628, Trójka – 310 936 obserwujących, Polskie Radio 24 – 41 478).
Na Instagramie z 26,8 tys. obserwujących, stacja jest najpopularniejszą anteną Polskiego Radia (Jedynka – 716, Dwójka – 1 467, Trójka –  nie prowadzi profilu, Polskie Radio 24 – 556 użytkowników). Wszystkie dane pochodzą z lipca 2019 roku.
Podcasty Czwórki publikowane są na stronie internetowej stacji (archiwum obejmuje wszystkie podcasty) oraz w serwisach iTunes i Spotify (wybrane wywiady).

## Redaktorzy naczelni
- Krystyna Kępska-Michalska 1994–2005
- Paweł Sito 2005
- Kamil Dąbrowa (2005–2006)[81]
- Jacek Sobala (2006–2007)
- Krzysztof Łuszczewski (2009–2014)
- Iwona Kostka-Kwiatkowska (2014–2015)
- Hanna Dołęgowska (2016–2024)[82]
- Justyna Dżbik-Kluge (od 2024)[83]

## Słuchalność
Według badania Radio Track (wykonane przez MillwardBrown SMG/KRC) za okres grudzień 2013 – luty 2014, wskaźnik słuchalności Polskiego Radia Programu IV wynosił 0,6 proc., co dawało tej stacji 9. pozycję w Polsce. Po przejściu stacji na nadawanie cyfrowe, stacja zniknęła z ogólnopolskiego badania, jedynymi pojawiającymi się informacjami są okazjonalne wskazania w niektórych miastach.